# Lauren Bastide
Pour l’article homonyme, voir Bastide.
Lauren Bastide, née le 30 octobre 1980 à Orléans, est une journaliste française, animatrice de radio, essayiste et féministe engagée contre les inégalités de genre dans les médias.
En 2016, elle cofonde l'entreprise Nouvelles écoutes et crée le podcast féministe La Poudre, dans lequel elle réalise des entretiens avec des femmes et des personnalités féministes.
Elle publie en 2020 Présentes, un essai sur la place des femmes dans les espaces publics (villes, médias, politique) suivi de Futur·es en 2022.

## Biographie

### Jeunesse et études
Fille d'un bijoutier et d'une cadre supérieure dans une boîte d’intérim, Lauren Bastide est scolarisée jeune dans une école privée, fréquentant un milieu catholique et conservateur. Après l'obtention de son baccalauréat littéraire en 1998, elle suit durant une année une classe préparatoire littéraire. En 2002, elle obtient un diplôme en relations et affaires internationales de l'Institut d'études politiques de Strasbourg. Après plusieurs stages à Courrier international, à l’agence de presse Reuters puis au quotidien Le Monde, elle est diplômée du Centre de formation des journalistes (CFJ) en 2005.
Elle perd sa sœur cadette Julia, assassinée à l'âge de 20 ans par un étudiant de la même promotion lors d'une soutenance de stage à l'IUT GEA d'Orléans, le 22 juin 2005,.
En 2017, elle obtient un master en études de genre à l'Université Paris-VIII.

### Carrière journalistique
Lauren Bastide travaille au sein de la rédaction de l'hebdomadaire féminin Elle de 2005 à 2015, tour à tour pigiste et grand reporter avant de devenir rédactrice en chef des pages d'informations. En avril 2012, elle fonde avec Sophie Fontanel le DailyElle, la version en ligne du magazine, dont elle devient la rédactrice en chef adjointe,.
La même année, elle intègre la chaîne C8 et fait ses débuts télévisuels dans la rubrique mode de l'émission Le Grand 8, puis présente sur Stylia le rendez-vous À la vie, à la mode.
Entre 2009 et 2014, elle prête ponctuellement sa plume aux revues Lurve et Antidote,.
Le 7 septembre 2015, elle rejoint l'équipe de chroniqueurs de l'émission Le Grand Journal sur Canal+, animée quotidiennement par Maïtena Biraben. Elle quitte le plateau au terme d'une unique saison, invoquant de trop fortes pressions.
Au lendemain de l'intronisation du 45e président des États-Unis Donald Trump, elle signe le documentaire sonore La Marche, réalisé le 21 janvier 2017, jour de la Women's March ayant mobilisé près d'un demi-million de personnes dans les rues de Washington, D.C.,.
À partir du 1er juillet 2017, elle anime l'émission hebdomadaire Les Savantes sur France Inter, pendant une heure, consacrée à une femme universitaire et à son domaine de prédilection,. Elle est également porte-parole du collectif Prenons la une, se battant pour une meilleure représentation des femmes dans les médias. Militante contre les inégalités de genre, la majeure partie de ses travaux s'ancrent dans la lutte contre les stéréotypes.
Le 24 novembre 2018, elle participe à la manifestation contre les violences faites aux femmes lancée par le collectif #NousToutes.
Elle participe au documentaire Sale Pute, réalisé par les journalistes belges Myriam Leroy et Florence Hainaut, sur le cyberharcèlement sexiste, diffusé en France sur Arte en juin 2021.

### Production: studio «Nouvelles Écoutes» et programmeLa Poudre
En 2016, elle fonde avec le journaliste Julien Neuville la société Nouvelles Écoutes, un studio de production consacré à la création sonore. Elle diffuse sur iTunes son programme La Poudre, dont deux podcasts sont mis en ligne le 1er décembre avec comme première invitée la réalisatrice et scénariste Rebecca Zlotowski. Lauren Bastide reçoit des femmes pour parler de leur enfance, de leur parcours professionnel, de leurs créations et de féminisme.
En 2019, elle lance pour le studio Nouvelles Écoutes un flux de podcasts de documentaires, Intime et politique, dont elle est la créatrice et la productrice exécutive. À travers des documentaires sonores de 4 à 6 heures, le flux promet de « s’attaquer aux racines des discriminations sexistes et des stéréotypes de genre. » Le premier documentaire, publié en décembre 2019 et réalisé par Ovidie, s’intitule Juste Avant, et parle du lien entre une mère militante féministe et sa fille tout juste entrée dans l’adolescence. Le second documentaire, réalisé par Océan, Politique des putes, qui donne la parole à des travailleuses et travailleurs du sexe, souhaite déconstruire la perspective abolitionniste de la prostitution. Le troisième documentaire, La Fille sur le canapé réalisé par Axelle Jah Njiké, est une enquête sur les violences sexuelles intrafamiliales sur mineurs, dans les familles afro-descendantes.
En octobre 2020, elle est accusée par Mediapart « de ne pas payer, ou si peu, ses auteurs. », Le média en ligne rapporte également que « La Poudre » avait bénéficié d'une adaptation littéraire sans qu'aucune des personnes intervenues dans les bandes-son n'ait été rétribuée.
En décembre 2020, après avoir fait face à des difficultés financières liées à la publicité et conclu un accord d'édition avec Marabout, elle quitte la présidence de Nouvelles Écoutes tout en restant actionnaire minoritaire.
À partir d'octobre 2021, la sixième saison de La Poudre est diffusée exclusivement sur Spotify, qui en a acquis les droits.
En octobre 2021, à la suite de critiques sur les conditions de rémunération par Nouvelles Écoutes de ses autrices, Lauren Bastide démissionne du conseil d’administration de l’association de journalistes féministes Prenons la une. Dans ce contexte, le journal Marianne souscrit à un point de vue exprimé l'année précédente par Pierre-André Taguieff qui voit en Lauren Bastide « un certain dandysme révolutionnariste de pure posture » ; une « opportuniste "radicale" » jusqu'à la caricature.
En décembre 2023, Lauren Bastide annonce arrêter définitivement le programme La Poudre, après 8 saisons,.
En 2025, elle joue dans le film Mika Ex Machina.

### Littérature

#### Autrice dePrésentes
En septembre 2020, elle publie un essai, Présentes - Ville, médias, politique... quelle place pour les femmes ?, chez Allary Éditions.
Elle y soutient la thèse selon laquelle l'espace public, prétendument non-sexiste et égalitaire, privilégie en réalité les hommes. Une partie de l'ouvrage est consacrée à l'étude de l'espace urbain : on trouve à Paris, écrit Lauren Bastide, 37 statues de femmes, contre 350 statues d'hommes ; les stades, les terrains de jeu sont occupés principalement par les hommes ; les femmes sont souvent harcelées dans la rue et dans les transports. De plus, ajoute l'autrice, les personnes LGBT, racisées et non-valides doivent se plier dans l'espace urbain à des normes édictées par des hétérosexuels, des blancs et des personnes valides ; soumises à des contraintes plus fortes, voire à des formes de discrimination, elles se retirent parfois d'un espace inhospitalier.
Une deuxième partie du livre analyse l'espace médiatique, où les hommes, majoritaires, occupent en plus grand nombre les postes de direction. Les femmes journalistes y sont marginalisées, parfois censurées, ou discréditées (considérées comme des militantes, non comme des professionnelles) . Selon L. Bastide, la représentation que les médias donnent des femmes est trop souvent stéréotypée. Si l'espace des réseaux sociaux a ouvert aux femmes de nouvelles possibilités, comme en témoigne le MeToo, la violence en ligne vise en priorité les femmes ainsi que les personnes LGBT et racisées.
Une des solutions proposées par Lauren Bastide consiste pour les femmes à parler — raconter leur parcours à la première personne, oser dire "je".
Cet essai sur l'invisibilisation des femmes et d'autres catégories de personnes stigmatisées est nourri de réflexions élaborées par neuf personnalités féministes interviewées par Lauren Bastide au cours d'un cycle de conférences qu'elle avait animé au Carreau du Temple, à Paris ; parmi ces personnalités figurent Elisa Rojas, fondatrice du Collectif lutte et handicaps pour l’égalité et l’émancipation (Clhee), Rokhaya Diallo, journaliste féministe et antiraciste, la journaliste militante pour les droits des personnes LGBT+ Alice Coffin, la militante féministe Caroline De Haas, l'universitaire spécialiste de l’islam Hanane Karimi, les anthropologues urbaines, fondatrices de la plate-forme Genre et Ville Pascale Lapalud et Chris Blache. L'essai fournit de nombreuses données chiffrées, conformément à une idée-force de l'autrice selon laquelle le sexisme est un phénomène objectivement mesurable,.
Dans Marie Claire, Adèle Bréau décrit l'ouvrage comme « un manifeste indispensable qui nous aide à mieux cerner les enjeux des luttes pour les droits des femmes », tandis que dans Moustique, Sébastien Ministru en parle comme « un parfait résumé de tous ces combats qui, mis bout à bout, préparent le basculement vers un nouveau monde ».

#### Autrice deFutur·es
En octobre 2022, Lauren Bastide publie Futur·es, comment le féminisme peut sauver le monde, chez Allary Éditions.
Dans cet essai qui entrecroise récit intime et pensées féministes, l'autrice propose des solutions pour répondre aux urgences écologiques, sociales et démocratiques de l'époque. Selon Lauren Bastide, en appliquant les idées que les théoriciennes féministes ont développées depuis des siècles à la sexualité, la justice, la santé et l'écologie, on pourrait modifier en profondeur la société.

#### Autres contributions
En septembre 2020, elle préface Une Chambre à Soi de Virginia Woolf, republié aux éditions Livre de Poche.
En novembre 2020, le premier tome des interviews retranscrites du podcast La Poudre paraît sous forme de livre sous le titre Écrivain•e•s Musiciennes (ed. Marabout). On y retrouve notamment des interviews de Leïla Slimani, Jeanne Cherhal, Melissa Laveaux et Paul B. Preciado. Le second tome est publié en mai 2021, il rassemble les interviews des actrices, réalisatrices, productrices sous le titre Féminismes et cinéma. On y retrouve notamment les interviews de Rebecca Zlotowski, Houda Benyamina, Aïssa Maïga et Julie Gayet.
En mars 2021, elle postface une réédition aux Éditions des Mille et une Nuits de Scum Manifesto de Valerie Solanas, succédant à Michel Houellebecq.
En mai 2021, elle fait partie des contributrices de l’ouvrage collectif Sororité, coordonné par Chloé Delaume, aux Éditions Points, aux côtés notamment de Alice Coffin, Fatima Ouassak et Maboula Soumahoro.

### Prise de position sur l'affaire Mila
Le 24 juin 2021, elle déclare sur Instagram ne pas soutenir « publiquement » Mila, une adolescente lesbienne menacée de mort et vivant sous protection policière permanente pour avoir critiqué à titre privé sur un réseau social la religion musulmane, « parce que je ne partage pas sa vision du monde raciste et irrespectueuse des musulman-e-s de France. » Elle accuse aussi les personnes qui défendent Mila de partager cette vision.
Marylin Maeso, normalienne et agrégée de philosophie, rédige un texte critique dans L'Express où elle affirme que « dans son texte, Lauren Bastide fait l'inverse de l'intersectionnalité. Au lieu d'inclure, elle exclut quelqu'un du champ des victimes. Ça ne peut pas être ni féministe ni intersectionnel. On ne peut pas partir d'un cadre de lutte qui cherche à inclure et pondre un texte qui va vers l’exclusion,. »

### Décoration
- Chevalier de l'ordre des Arts et des Lettres[50]

## Publications
- Jeanne Damas (avec Lauren Bastide), À Paris, Grasset, coll. « Documents français », 2017, 228 p. (ISBN 978-2-246-86293-2).
- Présentes, Allary Éditions, 2020, 272 p. (ISBN 978-2-37073-325-2).
- La Poudre. Écrivain.es & musiciennes, Marabout, 2020, 224 p.  (ISBN 978-2-501-13794-2).
- La Poudre. Féminismes et cinéma, Marabout, 2021, 272 p. (ISBN 978-2-50115-824-4).
- « Sororité, adelphité, solidarité » in Chloé Delaume, Sororité, Points, 2021, p. 121-132
- Futur·es, Allary Éditions, 2022, 330 p.  (ISBN 978-2-37073-418-1).
- 2060[51], éd. Au diable vauvert, 2023, 104 p.  (ISBN 979-10-307-0610-9).
- Courir l'escargot, ed. JC Lattès, 2024, 122 p.  (ISBN 9782709671187)